# Szczerbice

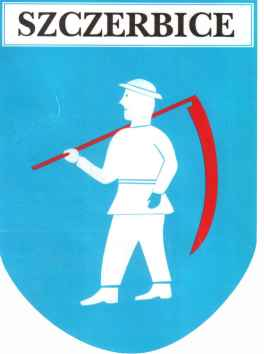
Nieoficjalny herb wsi Szczerbice

Szczerbice (niem. Sczyrbitz) – wieś w Polsce położona w województwie śląskim, w powiecie rybnickim, w gminie Gaszowice.
W latach 1975–1998 miejscowość administracyjnie należała do województwa katowickiego.

## Nazwa
Wieś Szczerbice, w dawniejszych czasach tworząca jak gdyby dwie oddzielne wsie: Szczerbice i Solarnia, gdzie Solarnia była właściwie przysiółkiem Szczerbic, powstałym po parcelacji majątku dworskiego, jednolitą nazwę przyjęła dopiero z początkiem XX wieku (1926 r.). Istnieje kilka wersji pochodzenia nazwy Szczerbice. Nazwa ta prawdopodobnie pochodzi od luki, szczerby, wyrębu lub polany w lesie. Według innej tezy, nazwa wsi pochodzi od występowania na tym terenie trującej rośliny szczyr (Mercurialis), mogącej powodować zatrucia zwierząt domowych, używanej w medycynie ludowej. W kronice szkoły podstawowej znaleziono zapis o pochodzeniu nazwy od nazwiska dawnego właściciela Szczerbic hrabiego Szczerbińskiego lub Szczerbickiego (Szczerby). 
Nazwa wsi wykazywała znaczne zmiany językowe w przeszłości. Kształtowały się one następująco: 
| Nazwa                   | Okres                                 |
| ----------------------- | ------------------------------------- |
| Szierbic                | do 1679 roku                          |
| Sczirbitz               | do 1743 roku                          |
| Sczyrbitz               | do 1922 roku oraz w okresie 1939–1945 |
| Szczerbice (Szczyrbice) | od 1922 roku                          |

Nazwa Solarnia pochodzi od miejsca składu, sprzedaży soli, którą kupcy wozili szlakiem handlowym z Wieliczki do Wrocławia. Chociaż w dawnych czasach przywilejem składu soli, zwanym regalem solnym, obdarowywano tylko ludzi wyżej sytuowanych w hierarchii społecznej, zdarzały się jednak wypadki, że panowie odstępowali za pieniądze mieszczanom i właścicielom folwarków a na niektórych wsiach i bogatym chłopom oraz karczmarzom ten przywilej. Tak więc wersja ta jest bardzo prawdopodobna, tym bardziej, że miejsce to położone jest w bezpośrednim sąsiedztwie wspomnianego szlaku handlowego (obecnie ul. Sumińska).
Nazwa Jeruzalem prawdopodobnie pochodzi od nazwiska karczmarza pochodzenia żydowskiego Jaruzela (Jeruzala). Wersję tę potwierdzają niektórzy badacze nazw, między innymi ksiądz O. Drobny. W pamiętniku spisanym przez jednego z mieszkańców (p. F. Brzezinę) znaleziono zapis, wiążący pochodzenie nazwy Jeruzalem z wyprawami krzyżowymi rycerstwa w obronie wiary do Ziemi Świętej (Jerozolimy) „...długą i ciężką drogą zmęczeni ludzie i ich konie mieli w tych borach długi odpoczynek. Pobudowali na suchym terenie dla rycerzy małą kapliczkę z grubych drzew na owym skrzyżowaniu dróg ważnych. Po opuszczeniu tych terenów leśnych przez rycerstwo pozostawioną tam modrzewiową kapliczkę nazwano Jeruzalem ...”. Podobnie twierdzi Henryk Borek w pracy „Górny Śląsk w świetle nazw miejscowych” umieszczając nazwę Jeruzalem (Jerusalem) w grupie nazw związanych z miejscami kultu.

## Geografia
Szczerbice, w obecnych granicach administracyjnie przyporządkowane gminie Gaszowice, leżą w środkowej części Płaskowyżu Rybnickiego, który jest częścią większej jednostki – Kotliny Raciborsko-Oświęcimskiej, na wysokości około 250–265 metrów n.p.m. Wieś znajduje się na wzniesieniu pomiędzy Jejkowicami a Gaszowicami, z którymi to graniczy od strony zachodniej i wschodniej. Ponadto od strony południowej graniczy z dzielnicą Rybnika – Buzowicami i dzielnicą Rydułtów - Pietrzkowicami, od strony południowo-zachodniej z Piecami, a od strony północnej ze Zwonowicami oraz klinem leśnym z Chwałęcicami. 
Dominuje krajobraz pagórkowaty, naturalnie ciążący w stronę dwóch, prawie równolegle biegnących potoków, płynących z północno–wschodniej części miejscowości w stronę Jejkowic. Cieki te wpadają do Zalewu Rybnickiego stanowiąc dopływy rzeki Rudy.
W Szczerbicach można wyodrębnić kilka historycznie ukształtowanych dzielnic części. Są to Szczerbice – najstarsza południowo–zachodnia część miejscowości, Solarnia – obecne centrum wsi oraz Jeruzalem – część północna od strony linii kolejowej (wybudowanej w latach 1912 – 1913). Ponadto można wyszczególnić jeszcze części: Kampa – obecna ulica Szkolna (dawniej Łączna) i część ulicy Krótkiej (dawniej ulica Kowalska – nazwa od kuźni w domu p. Chowańca), Gać – południowa część Szczerbic od strony Lasów Jejkowickich, Gorzyska – okolice obecnej ulicy Polnej, Kolonije – obecna ulica Biernackiego oraz Jałowiny (Kierchówek) – część obecnej ulicy Piaskowej. Należy dodać, że niektóre nazwy obecnie nie są już używane przez miejscową ludność.

### Geologia
Pagórkowaty teren Szczerbic pokryty jest serią utworów piaszczysto–żwirowych osadzonych przez wycofujące się wody lądolodu środkowopolskiego w czasie jego maksymalnego zasięgu. Przeważają zatem gleby piaszczyste, jedynie na południu występują gliniaste. Pozostałe ziemie to bardzo lekkie gleby z piasków słabogliniastych. Około 50% gruntów jest okresowo zbyt suchych, głównie utworzonych z piasków o małej pojemności wodnej, zaś około 20% gruntów jest okresowo zbyt silnie zawilgoconych na skutek utrudnionego przesiąkania i okresowo zbyt wysokiego poziomu wód gruntowych. 

### Przyroda
Las Szczerbicki od strony północnej należy do zwartego kompleksu leśnego ciągnącego się od Rybnika po Kuźnię Raciborską. Obecnie należy on do utworzonego przez Wojewodę Katowickiego w 1993 r. Parku Krajobrazowego „Cysterskie Kompozycje Krajobrazowe Rud Wielkich”. Przeważa las świerkowo–sosnowy i mieszany, zamieszkiwany przez wiele gatunków zwierzyny leśnej i ptactwa szczególnie w tzw. ostojach zwierzyny. Można spotkać zająca, lisa, sarnę, jelenia, jeża, dzika, z ptaków: dzięcioła, kuropatwę, bażanta, sierpówkę, krogulca, srokę. Przy leśnej drodze do Zwonowic w okolicach starego, przydrożnego krzyża można zauważyć duży głaz, będący prawdopodobnie pozostałością pomorenową.

## Religia
W Szczerbicach znajduje się katolicka parafia św. Maksymiliana Kolbegoprzy ulicy piaskowej.

## Sport
We wsi działa klub sportowy KS Szczerbice, który występuje w klasie „B”. Boisko KS Szczerbice znajduje się przy ul. Szkolnej, obok szkoły podstawowej. Klub ten jest spadkobiercą klubu LZS Szczerbice, istniejącego w latach 60. Barwy klubu to czerwony i niebieski.